# Natoosa
Natoosa è un cortometraggio muto del 1912 diretto da Rollin S. Sturgeon.

## Produzione
Il film fu prodotto dalla Vitagraph Company of America.

## Distribuzione
Distribuito dalla General Film Company, il film - un cortometraggio in una bobina - uscì nelle sale cinematografiche statunitensi l'11 dicembre 1912. Il film venne distribuito anche nel Regno Unito (29 marzo 1913) e in Danimarca (2 gennaio 1914).